# John Bond (philologue)
Pour les articles homonymes, voir Bond et John Bond.
John Bond, né en 1550 dans le Somerset et mort le 3 août 1612, est un philologue, médecin et homme politique britannique. 

## Biographie
Recteur de l'école de Taunton, il est l'auteur d'une édition des œuvres d'Horace, accompagnée de notes marginales fort brèves, parue à Londres en 1614 à titre posthume, qui fut souvent réimprimée et de Perse (posth.1645). 